# Tamara Crnko Gmaz
Tamara Crnko Gmaz (Zagreb, 1971.), hrvatska je jezikoslovka (germanistica i anglistica), profesorica na Odsjeku za germanistiku Filozofskoga fakulteta Sveučilišta u Zagrebu.

## Životopis
Rođena je u Zagrebu gdje nakon srednje škole (1989.) upisuje zagrebački Filozofski fakultet. Završila je studij Germanistike i Anglistike 1996. godine, diplomsku radnju s odličnim uspjehom kod prof. Viktora Žmegača s temom Die Vater – Sohn Beziehung im Leben und im Werk Franz Kafkas („Odnos otac-sin u životu i radu Franza Kafke”). Usavršavala se na Sveučilištu u Beču. Od 1993. do 2000. radila je kao profesorica njemačkoga i engleskoga jezika u školi stranih jezika. Godine 1998. imenovana je stalnim sudskim tumačem za njemački i engleski jezik. Od 2000. do 2007.  bila je zaposlena kao profesor, mentor i autor udžbenika u školi „HalPet poslovna komunikacija“. Od 2005. do 2006. radi kao vanjski suradnik - lektor na Katedri za njemački jezik pri Odsjeku za germanistiku Filozofskog fakulteta u Zagrebu. Godine 2006. izabrana je u nastavno zvanje lektora, a od 2011. je viši lektor na Katedri za njemački jezik pri Odsjeku za germanistiku Filozofskog fakulteta u Zagrebu.
Autorica je sveučilišnih priručnika za studente germanistike i udžbenika njemačkog jezika i radnih bilježnica za gimnazije i četverogodišnje strukovne škole. Redovna je članica Hrvatskoga društva sveučilišnih lektora (HDSL), Hrvatskoga društva učitelja i profesora njemačkoga jezika (KDV).
Udana je i majka je troje djece. Članica je Svjetovnog karmelskog reda pri Karmelskom samostanu Majke Božje Remetske u Zagrebu.

## Izabrana bibliografija

### Sveučilišni priručnici
- Übungsbuch zu Lexik und Grammatik für Germanistikstudenten, suatorice: Inja Skender Libhard, Sonja Strmečki Marković, FF press, Zagreb 2008.
- Texte unter der Lupe – was und wie, Übungsbuch für Germanistikstudenten, suautorica: Inja Skender Libhard, Leykam international, Zagreb 2010.

### Udžbenici
- Sag mal! 1, udžbenik njemačkoga jezika za gimnazije i četverogodišnje strukovne škole (prvi razred, drugi strani jezik), suatorica: Irena Petrušić-Hluchý, Profil, Zagreb 2010.
- Sag mal! 1, radna bilježnica njemačkoga jezika za gimnazije i četverogodišnje strukovne škole (prvi razred, drugi strani jezik), Irena Petrušić-Hluchý, Tamara Crnko Gmaz, Profil, Zagreb 2010.
- Suautorica serije udžbenika Geschäftsleben heute za tečajeve poslovnog njemačkog jezika u izdanju centra „HalPet poslovna komunikacija“, Zagreb, 2001.-2005. (suautorica Ivana Vudrag): 1. udžbenik – Anfang gut, alles gut!, 2. udžbenik – Mit Erfolg weiter, 3. udžbenik – Deutsch auf Schritt und Tritt

## Vanjske poveznice
- Bibliografija u CROSBI-ju